# Острво Монерон
Острво Монерон, (рус. Монерон, јапански: 海馬島 Каибато) је мало острво поред острва Сахалин. То је део Руске Федерације.

## Опис
Монерон има површину од око 30 km2 (12 sq mi) и највишу тачку од 429 m (1.407 ft). Острво је дугачко приближно 7,2 km (4,5 mi) и 5,5 km (3,4 mi) широко и удаљено је 76 km од луке Невелск на Сахалину и око 30 наутичких миља (56 км) директно југозападно од самог острва Сахалин на североисточном крају Јапанског мора. То је једино копно у читавом Татарском мореузу и нема сталног становништва. По ведром дану видљиво је јапанско острво Ришири.

## Историја
Острво је било познато као "Тодомошири" („острво морских лавова“) од стране његових првобитних становника Аину. Име је настало под утицајем клана Мацумае у 18. веку и било је познато као Ишијокотан; садашње европско име добила је по посети француског морепловца Ла Перуза, који га је назвао Монерон по Полу Мероу Монерону, главном инжењеру његове експедиције.
Пол Монерон је добио задатак да мапира острво названо по њему. Прву аутентичну карту острва Монерон направили су касније, 1867. године, руски хидрографи који су је ставили на мапу Руске империје. Експедицију је водио К. Старицки, по коме је највиша тачка добила име.
Након завршетка руско-јапанског рата 1904-1905, острво Монерон је пребачено Јапану заједно са делом острва Сахалин јужно од 50. паралеле према Уговору из Портсмута.
До 1907. године, Јапанци су га назвали Каибато (海馬島) и од тада је острво било део Агенције Карафуто све до краја Другог светског рата. Каи-ба је он-јоми транслитерација имена Аину. Познато је и као „Тодојима“ (トト島), што је директна употреба аинуског изговора Морског лава, а затим се додаје јима/шима (島), што значи острво на традиционалном кун-јоми јапанском.
Јапански период у историји Монерона био је значајан како по прилично грабежљивој експлоатацији његових брзо исцрпљених природних ресурса, тако и по значајним улагањима у развој инфраструктуре острва. Активно насељавање острва почело је 1910-их. Овом периоду припада и најстарија сачувана грађевина на острву из 1910. године. Овде је изграђена метеоролошка станица која и данас ради. Са Сахалина је овде положен подводни телефонски кабл дужине више од 50 км. Јапанске власти су 1914. године подигле светионик који је и данас у употреби. Привреда острва била је заснована на сечи дрвећа и риболову, при чему је посебно важна пацифичка харинга. Средином 1920-их у јужном делу Чупровог залива изграђено је дрвено склониште, које је постало уточиште за малу обалску флоту. Тридесетих година 20. века замењен је бетонским. Да би задовољили верске потребе колониста, Јапанци су поставили мало шинтоистичко светилиште у јами Краснаја, окружено старим јелима.
Године 1936. становништво јапанског Монерона достигло је 900 људи. Заједно са сезонским радницима запосленим у поморству на острву, почетком 1920-их на острву је живело и до 2000 људи. Током овог периода развија се узгој пиринча на северном рту у близини залива Кологерас; још увек су сачувани остаци система за наводњавање који је некада хранио јапанска пиринчана поља. Међутим, прилично грабежљив почетак јапанске колонизације поткопао је одрживи развој привреде острва. До средине 1920-их, улов рибе у његовим водама је толико опао да је већина новопридошлих јапанских колониста напустила острво, а до 1945. на њему није остало више од 200 становника.
Током Другог светског рата, острво је, очигледно, било од великог стратешког значаја и за Јапан и за СССР. Посебно се истиче чињеница да се у совјетским архивским документима који се односе на војне операције СССР-а на Далеком истоку 1945. године нема помена о заузимању Монерона, упркос чињеници да на острву постоје необележени гробови совјетских војника.
После Другог светског рата, Монерон је постао део Сахалинске области СССР-а. Модерна верзија европског имена „Монерон“ обновљена је после 1946. Главно индустријско језгро привреде острва била је фабрика рибе у јужном делу Чупровог залива, која је давала посао локалним рибарским селима. Према попису из 1959. године, нешто више од 500 људи стално је живело у три насеља на острву: Монерон, Красни и Бодри. На врхунцу привредног развоја током пролећа и лета стигло је и до 2.000 сезонских радника. Већ у другој половини 1950-их, рибарска индустрија региона Сахалин се преоријентисала на профитабилнији експедицијски риболов на океану. То је довело до одлуке о ликвидацији фабрике рибе на Монерону и одлива њеног становништва. Све до средине шездесетих година 20. века, на острву, познатом по бујној вегетацији, покретне бригаде косача из Невелска наставиле су са жетвом сточне хране. До раних 1970-их на острву су вршена истраживања нафте, што је такође оштетило острво. Током 1970-их, острво је изгубило стално становништво и добило статус затворене граничне зоне са мањим, а потом и повременим војним присуством. Одлив становништва уопште повољно је утицао на флору и фауну острва.

## Флора и фауна
Окружен стрмим литицама и стеновитим острвцима, острво Монерон је рај за морске птице. Топла струја Цушима доноси обиље морског живота у околне воде и обилују врстама које се обично налазе много јужније.
Године 2006. изграђена је инфраструктура која омогућава туристима да посете острво. Објектима управља Национални парк Монерон, који је први морски национални парк у Русији.

## Национални парк Монерон
Острво Монерон је први морски национални парк у Русији, који није само рекреативно подручје, већ и заштићено и истраживачко подручје, што је регулисано Федералним законом „О посебно заштићеним природним територијама“. На острву постоји огранак Института за геологију и геофизику мора Далекоисточног огранка Руске академије наука.
Године 2008. отворен је туристички комплекс. Од 2011. око 1.000 туриста посети острво годишње.